# Teodor Nyström
Karl Teodor Henrik Nyström, född 30 maj 1879 i Kristianstad, död 18 juni 1937 i Örebro Nikolai församling, var en svensk lärare och teolog.
Teodor Nyström var son till förste bataljonsläkaren Herman Theodor Nyström. Efter mogenhetsexamen i Kristianstad 1900 studerade han vid Lunds universitet, avlade teoretisk-teologisk examen 1906 och teologisk licentiatexamen 1909 samt disputerade för lektorskompetens 1911. Efter flera lärarförordnanden på olika håll var han 1909–1913 föreståndare för Eslövs högre samskola och 1913–1930 adjunkt vid Högre allmänna läroverket för gossar i Malmö. År 1918 grundade han Nyströmska flickläroverket i Malmö, vars ägare och rektor han var till 1930, då det lades ned. År 1930 blev han lektor vid Visby högre allmänna läroverk och 1935 vid Karolinska läroverket i Örebro. Som lektor i Visby var han ledamot av domkapitlet och tjänstgjorde sedan han blivit prästvigd som biträdande stiftsadjunkt. Bland Nyströms skrifter märks Studier över Johannes Chrysostomi etik (disputationsavhandling, 1911), Den tetiska teologiens uppgift (1913) samt läroboken Grundlinjer till undervisningen i Israels historia. 1. Profetismen (1916, 2:a upplagan 1920). Nyström var känd som populärvetenskaplig föreläsare, sångare och vältalare. Han är begravd på Eslövs kyrkogård.